# جي. آي. جو: ذا ريس أوف كوبرا
جي. آي. جو: ذا ريس أوف كوبرا (بالإنجليزية: G.I. Joe: The Rise of Cobra)‏ ، هي لعبة فيديو إلكترونية من نوع إطلاق النيران ، صدرت سنة 2009م.